# 奥古斯特·吕特克-韦斯特许斯
奥古斯特·吕特克-韦斯特许斯（德語：August Lütke-Westhüs，1926年7月25日—2000年9月8日），德国男子马术运动员。他曾代表德国联队参加1956年夏季奥林匹克运动会马术比赛，获得个人三项赛和团体三项赛银牌。